# スパンエアー

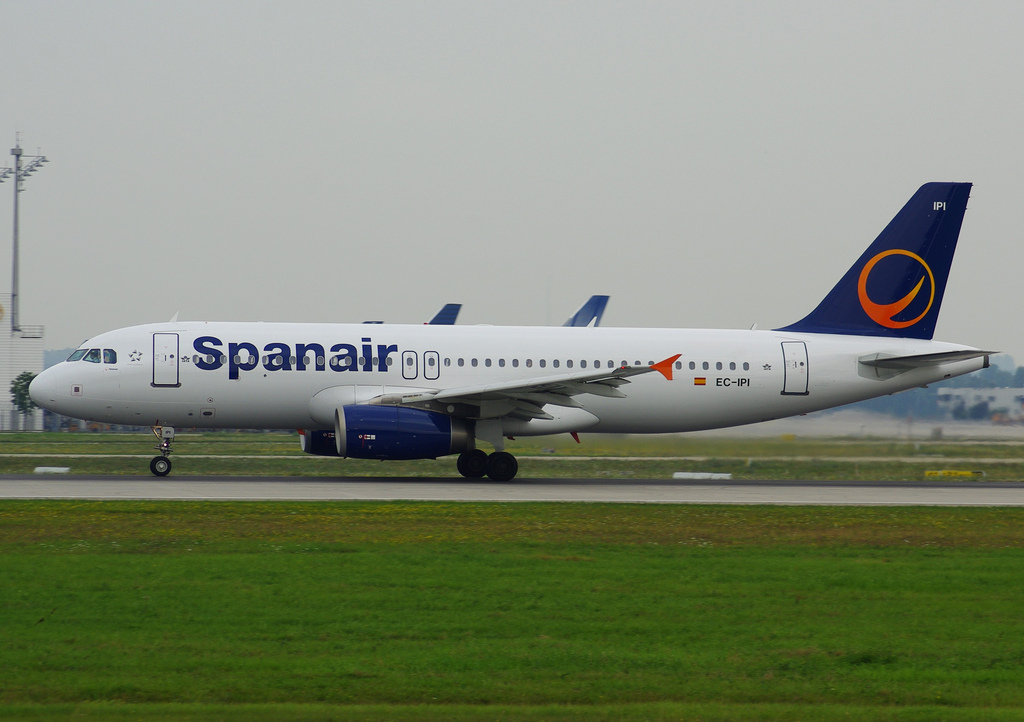
スパンエアーのエアバスA320型機(新塗装)。

スパンエアー（Spanair S.A.）は、スペイン・バレアレス諸島・マヨルカ島・パルマ・デ・マヨルカに本拠地を置いていた航空会社である。スターアライアンスの元メンバー。マドリード首都裁判所より破産宣告と会社清算命令が下され、2012年1月に運航を停止し、会社は消滅した。

## 概要

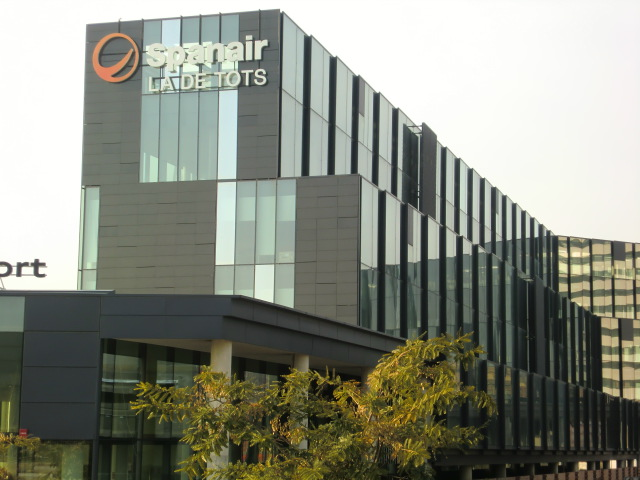
スパンエアーの本社ビル

西アフリカへの拡張に加え、スペイン国内、ヨーロッパ内に定期旅客便ネットワークを提供していた。国際的なチャーター便はツアー会社のためにも運航を行っていた。ここの主要な空港はアドルフォ・スアレス・マドリード＝バラハス空港 (MAD)、及び バルセロナ・エル・プラット国際空港 (BCN) のハブ空港と共に、パルマ・デ・マヨルカ空港 (PMI) で、2535人のスタッフを抱えていた。

## 歴史

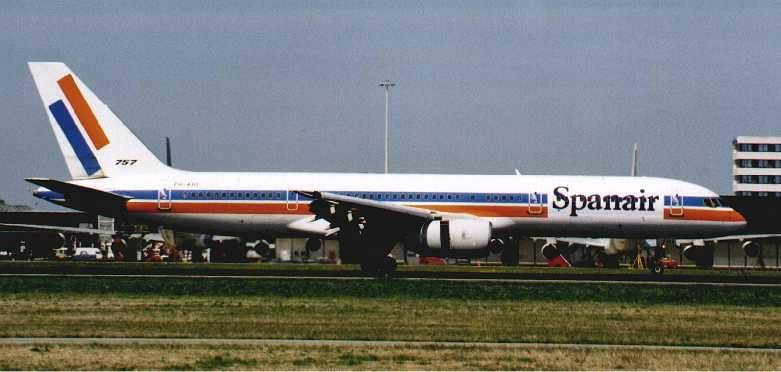
ボーイング757

スパンエアーは1986年12月に設立され、1988年3月から運航が開始された。スカンジナビア航空（SAS）と Viajes Marsans（es） との合弁会社として設立され、ヨーロッパ地域へのチャーター運航を開始した。

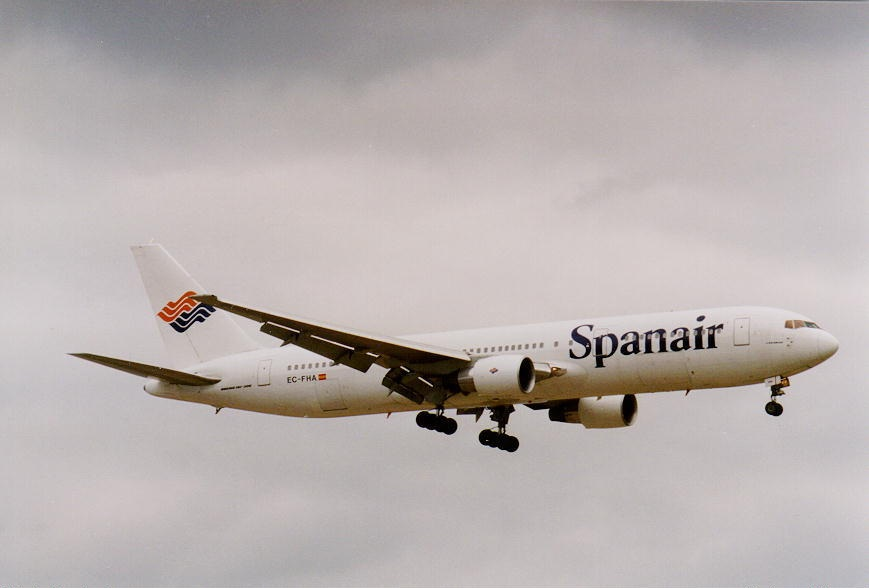
ボーイング767

アメリカ合衆国、メキシコ、及びドミニカ共和国への長距離路線の運航は1991年に始まり、1994年3月に国内線定期運航を開始した。1990年代後半にワシントン及びブエノスアイレスへボーイング767-300ER型機を使用した長距離路線の運航を行った。スパンエアーは2003年にスターアライアンスに加盟した。
マイレージプログラムは大株主のスカンジナビア航空の「SASユーロボーナス」に統合されず、独自プログラムである「スパンエアープラス（Spanair Plus）」を運営していた。
スカンジナビア航空グループ（SAS・94.9%）及びMarsansグループ（5.1%）が株主であったが、2008年、スカンジナビア航空はスパンエアーの株式売却を決定し、スペインのフラッグ・キャリアであるイベリア航空が購入する意向を示していたが、実現には至らなかった。
その後、2009年1月31日にスペインの投資コンソーシアム・Iniciatives Empresarials Aeronàutiques（IEASA）が株式の80.1%を取得し、残り19.9%はSASが保持することとなった。
2012年1月27日、スペインの現地時間・午前6時（日本時間・同日午後2時）をもって、全便の運航を停止した。その後、同年1月30日、マドリード首都裁判所より破産宣告と会社清算命令が下され、事実上倒産し、スターアライアンスからも脱退した。なお、スパンエアーの破産の1週間後には、マレーヴ・ハンガリー航空（ワンワールド）が運航停止となった。

## 就航路線
スパンエアーは以下の都市へ就航していた (2005年1月現在)：
- 国内線定期便就航地：ア・コルーニャ、アリカンテ、アストゥリアス州、バルセロナ、ビルバオ、フエルテベントゥーラ、イビサ、ランサローテ、ラス・パルマス・デ・グラン・カナリア、マドリード、マラガ、パルマ・デ・マヨルカ、サンティアゴ・デ・コンポステーラ、セビリア、テネリフェ、バレンシア 及び ビーゴ。

- 国際線定期便就航地：アンコーナ、アテネ、ベルリン、ケルン、コペンハーゲン、ダブリン、エディンバラ、フランクフルト・アム・マイン、リスボン、ロンドン、マラボ、ミュンヘン、ニース、オスロ空港、パリ、ストックホルム、テッサロニキ、ウィーン 及び チューリッヒ。

## 保有機材

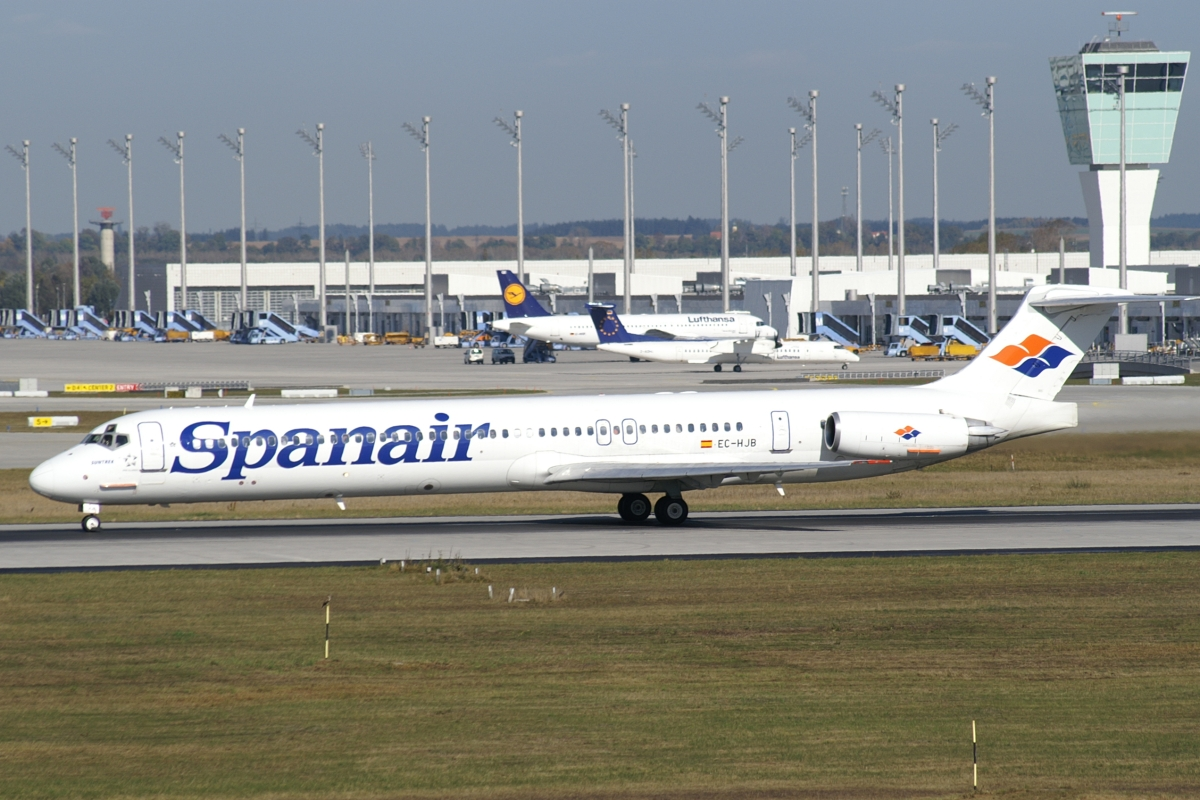
マクドネル・ダグラス MD-82(旧塗装)

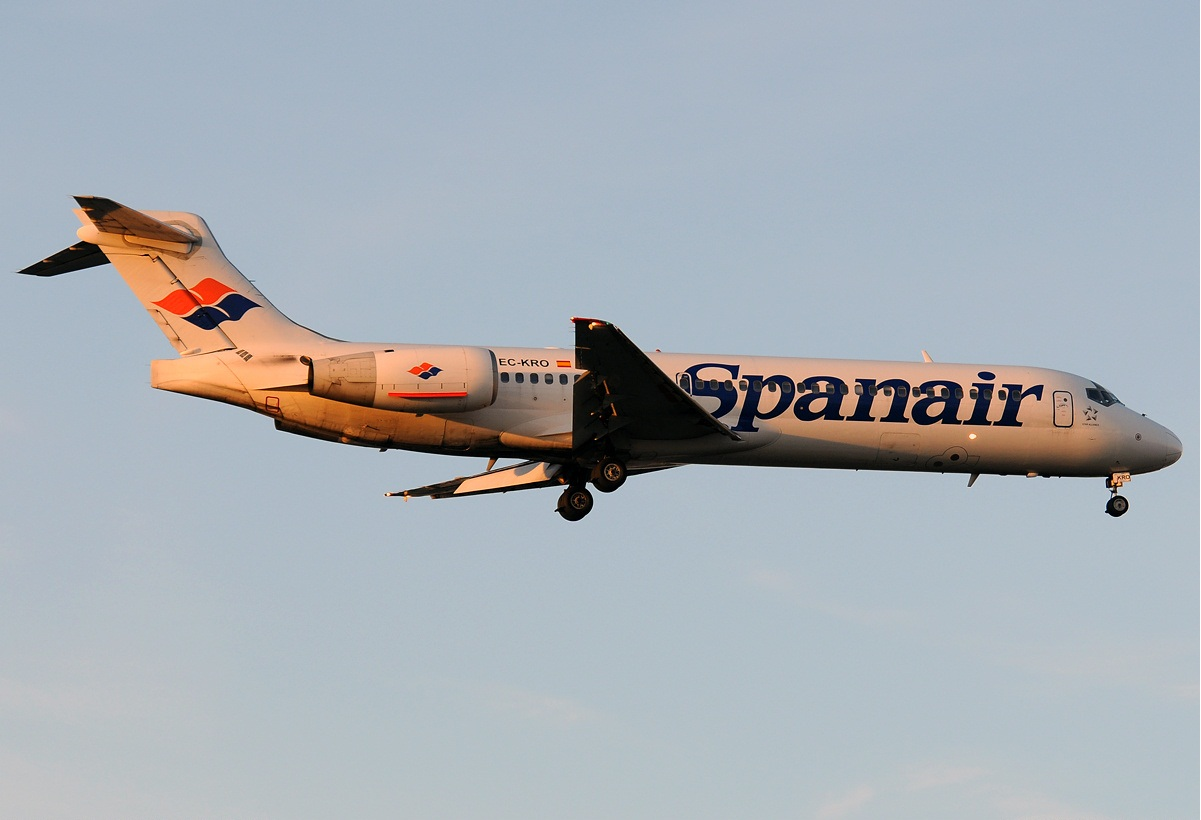
ボーイング717-200

スパンエアー・グループの機材は以下の航空機で構成されていた (2008年現在)：
- エアバスA320-200型機 19機
- エアバスA321-200型機 5機
- ボーイング717型機 3機
- マクドネル・ダグラスMD-81型機 1機
- マクダネル・ダグラスMD-82型機 9機
- マクダネル・ダグラスMD-83型機 13機
- マクダネル・ダグラスMD-87型機 11機（SASからのリース機も含む）
- フォッカーF100型機 3機

## 事故
2008年8月20日、マドリッド発グラン・カナリア行きJK5022便（MD-82型機）が離陸に失敗。乗客乗員172名のうち154名が死亡、生還した18名も怪我を負う惨事となった。なお、この事故はスパンエアーにとって最初かつ最後の死亡事故となった。また、事故機はスターアライアンスの塗装が施されていた。